# Alma (Colorado)
Alma ist eine Town im Park County des Bundesstaats Colorado in den Vereinigten Staaten, der am 2. Dezember 1873 gegründet wurde.
Das U.S. Census Bureau hat bei der Volkszählung 2020 eine Einwohnerzahl von 296 ermittelt.

## Geographie
Alma dehnt sich auf einer Fläche von 0,9 Quadratkilometern aus.
Mit einer Lage auf 3224 Meter über Meer ist Alma der höchstgelegene Ort ("highest incorporated municipality") in den USA.